# Ли Ха Рим
Ли Ха Рим (кор. 이하림; род. 27 июня 1997) — корейский дзюдоист, выступающий в весовой категории до 60 кг. Бронзовый призёр чемпионатов мира 2023 и 2024 годов. Призёр Азиатских игр 2018 года и чемпионата Азии 2021 года.

## Биография
Ли Ха Рим родился 27 июня 1997 года.

## Карьера
На летних Азиатских играх 2018 года в Индонезии в категории до 60 кг кореец стал бронзовым призёром.
В 2021 году стал бронзовыми призёром чемпионата Азии, который проходил в Бишкеке.
В 2022 году одержал победу на турнире World Masters в Иерусалиме, а также стал победителем турнира из серии Гран-при в Португалии.
На чемпионате мира 2023 года, который состоялся в Дохе, корейский спортсмен завоевал бронзовую медаль. 
Весной 2024 года на предолимпийском чемпионате мира, который состоялся в Объединённых Арабских Эмиратах, Ли завоевал бронзовую медаль. В поединке за третье место его соперник Аюб Блиев не вышел на схватку.